# Hectobrocha
Hectobrocha är ett släkte av fjärilar. Hectobrocha ingår i familjen björnspinnare.
Kladogram enligt Catalogue of Life:
| Hectobrocha | \| \| Hectobrocha multilinea \| \| \| \| \| \| Hectobrocha pentacyma \| \| \| \| |
|             | \| \| Hectobrocha multilinea \| \| \| \| \| \| Hectobrocha pentacyma \| \| \| \| |
|             | Hectobrocha multilinea                                                           |
|             |                                                                                  |
|             | Hectobrocha pentacyma                                                            |
|             |                                                                                  |

## Bildgalleri

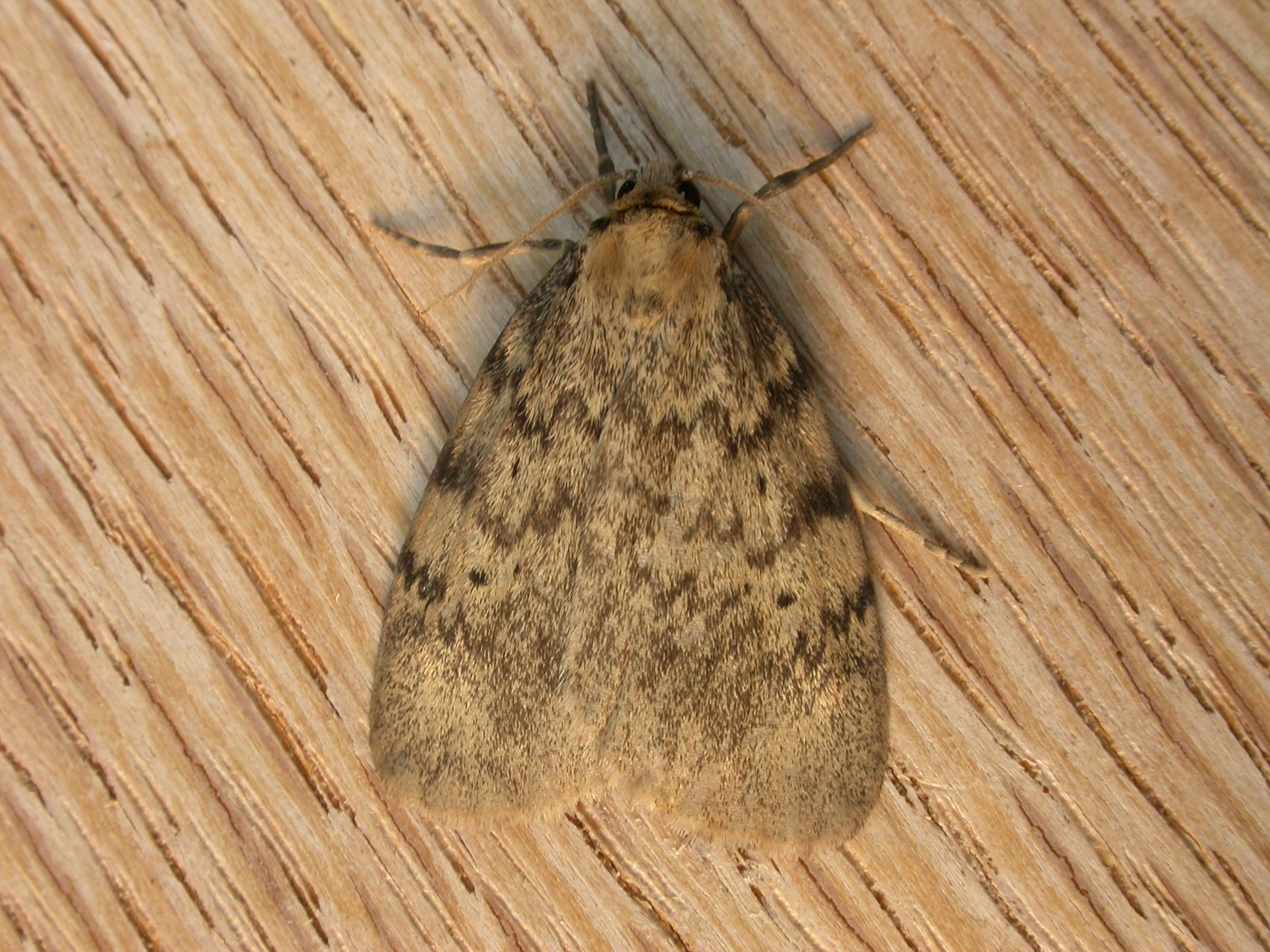
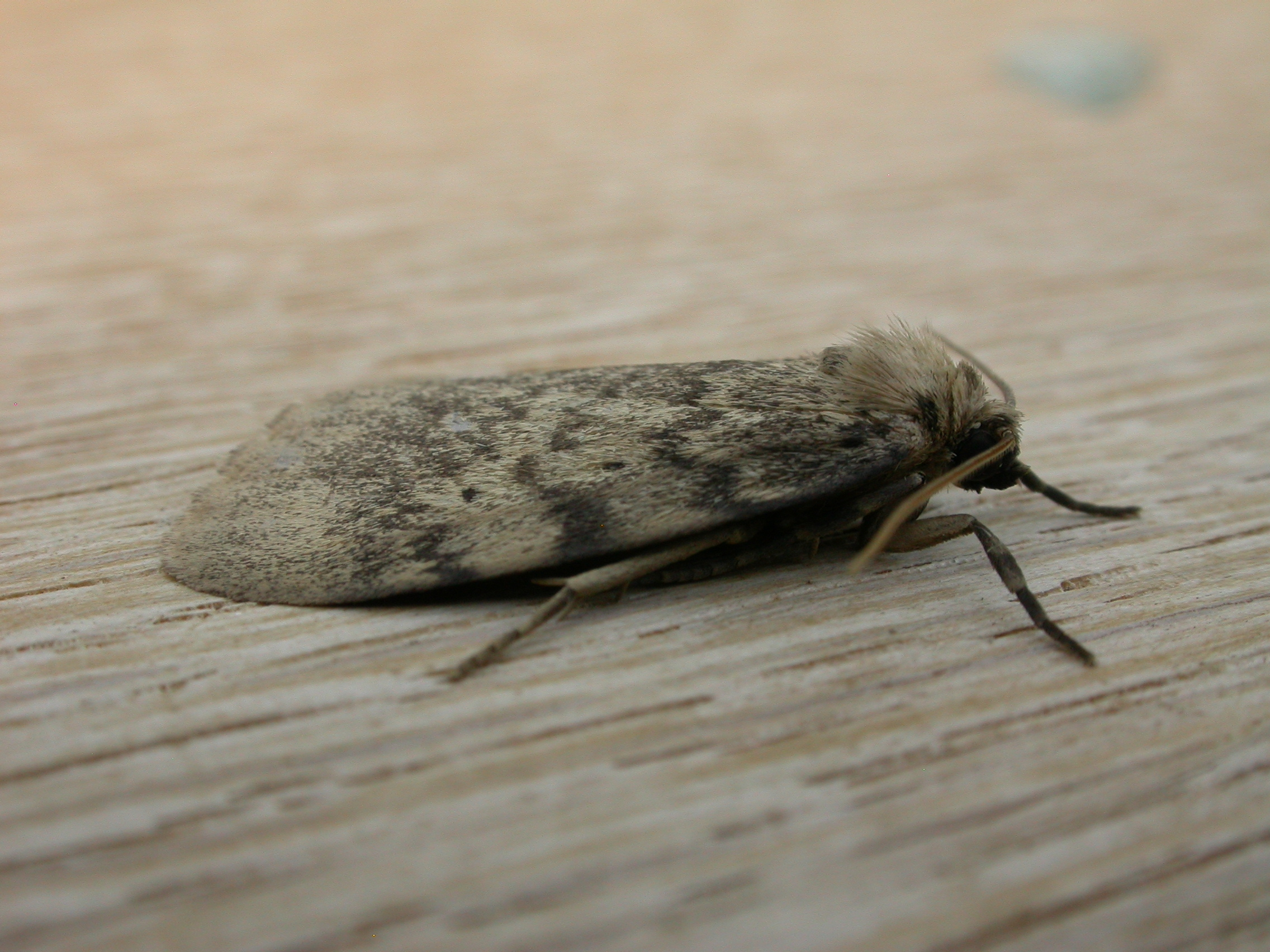